# Fosse no 4 bis des mines de Béthune
La fosse no 4 bis de la Compagnie des mines de Béthune est un ancien charbonnage du Bassin minier du Nord-Pas-de-Calais, situé à Vermelles. La reprise de l'extraction à la fosse no 4 en 1911 nécessite dans les années 1920 un puits d'aérage, qui est commencé en 1925. Contrairement à la fosse no 12, la fosse no 4 bis ne possède pas de cité ni de terril. Ses installations sont très modestes.
La Compagnie des mines de Béthune est nationalisée en 1946, et intègre le Groupe de Béthune. La fosse no 18 - 18 bis du Groupe de Lens reprend le champ d'exploitation de la fosse no 4, qui ferme. Le puits no 4 bis est par conséquent inutile, et est, comme le no 4, remblayé en 1965.
Au début du XXIe siècle, Charbonnages de France matérialise la tête du puits no 4 bis. Il ne reste plus rien de la fosse.

## La fosse
La fosse no 4 commence à produire en 1867, mais le gisement étant inexploitable, elle est abandonnée en 1876, et le puits serrementé. Son exploitation ne reprend qu'en 1911, mais quelques années plus tard, un puits d'aérage s'avère nécessaire.

### Fonçage
La fosse no 4 bis est commencée le 7 mai 1925 au nord de Vermelles, le long de l'embranchement ferroviaire de la fosse no 9.
La fosse no 4 bis est située à 1 730 mètres au nord-nord-ouest de la fosse no 4, à 1 770 mètres à l'est de la fosse no 9, et à 2 750 mètres à l'ouest de la fosse no 8 - 8 bis. À quelques décamètres près, ces trois fosses sont alignées, en outre, ce sont les trois fosses les plus septentrionales de la Compagnie des mines de Béthune.
Le puits est amené à la profondeur de 301 mètres.

### Exploitation
La fosse no 4 bis bénéficie d'installations très modestes, car elle ne fait qu'assurer l'aérage pour la fosse no 4. Contrairement à la fosse n° 12, il n'y a pas d'habitations construites à proximité, et la fosse ne possède pas de terril, bien que le terril no 64, Cendres de Vermelles,, soit établi à quelques centaines de mètres.
La Compagnie des mines de Béthune est nationalisée en 1946, et intègre le Groupe de Béthune. En 1964, l'exploitation du gisement de la fosse no 4 est repris par la fosse no 18 - 18 bis du Groupe de Lens. Comme les fosses nos 9 et 12, les fosses nos 4 et 4 bis ferment. Les puits sont remblayés en 1965,.

### Reconversion
Au début du XXIe siècle, Charbonnages de France matérialise la tête de puits. Le BRGM y effectue des inspections chaque année. Le site est une friche envahie par la végétation.

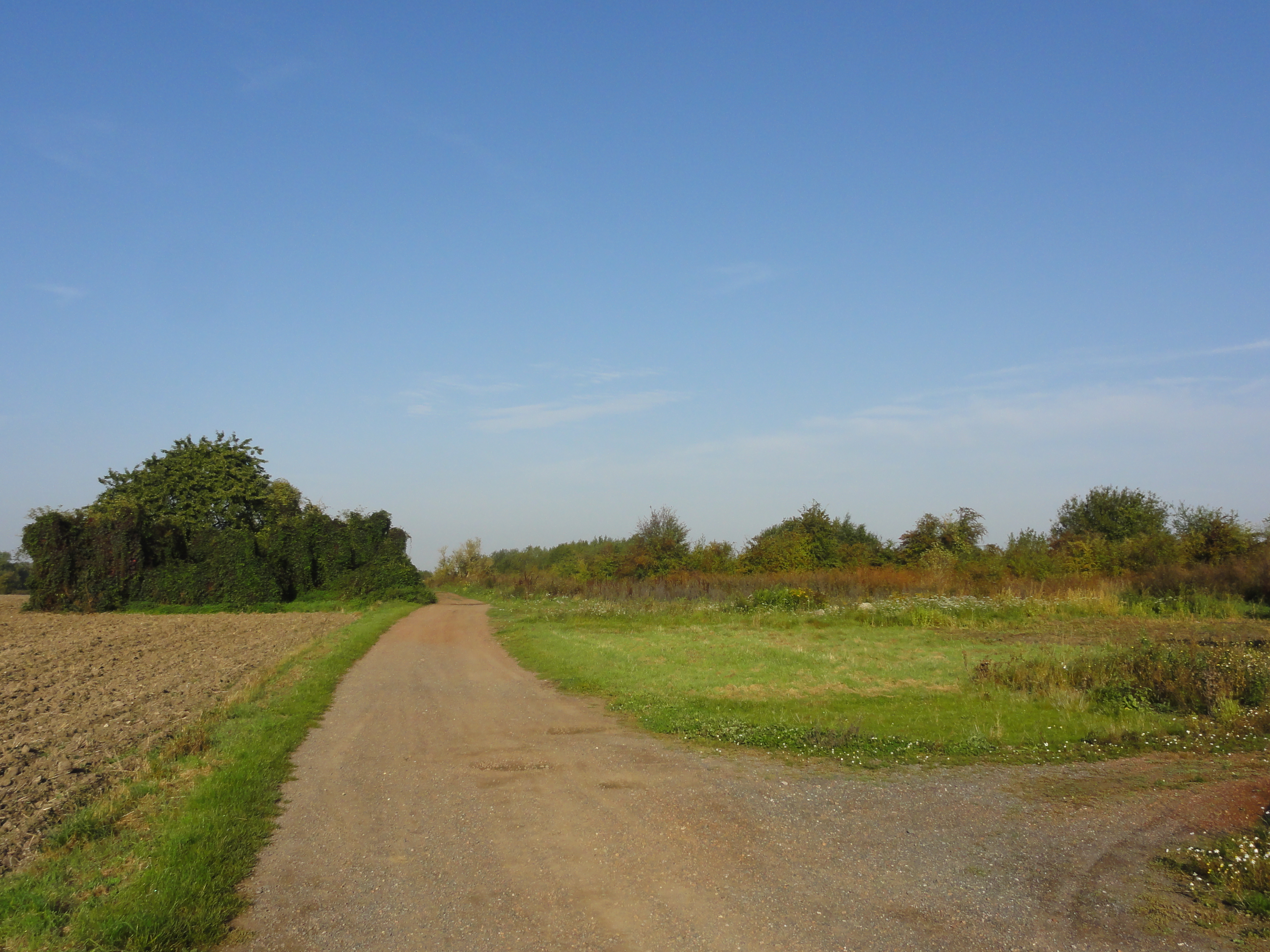
Le carreau de fosse
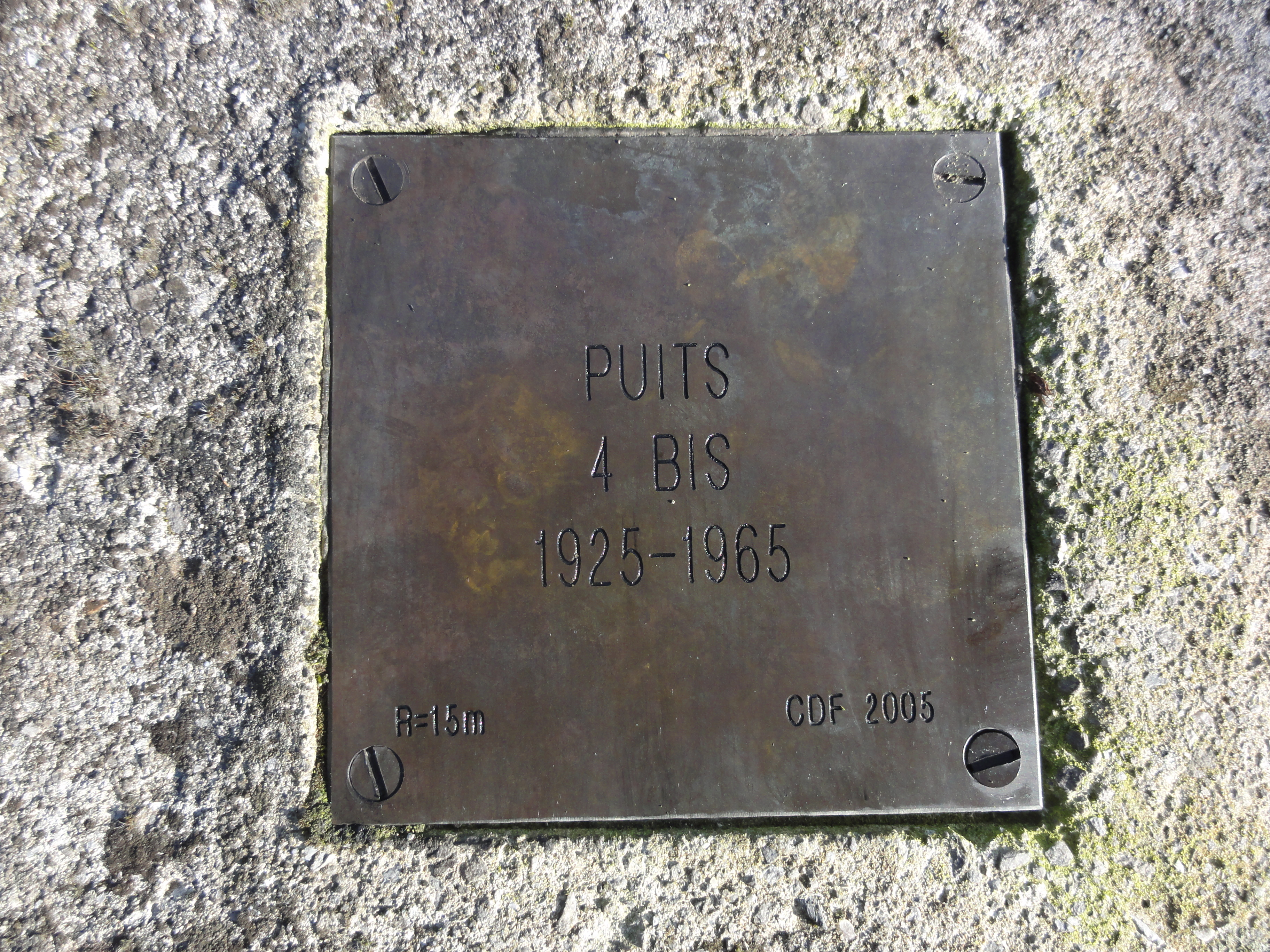
Puits no 4 bis, 1925 - 1965.
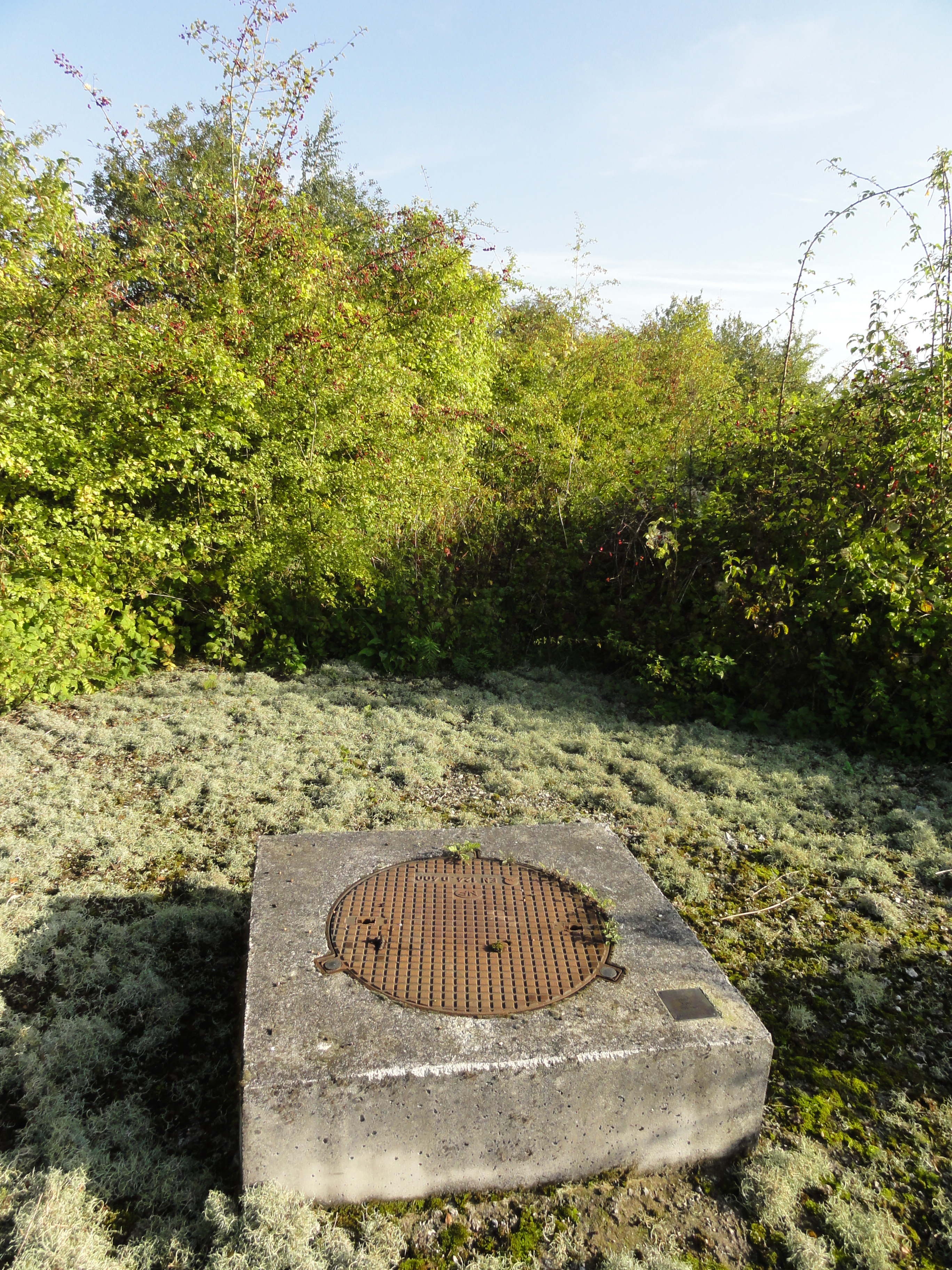
La tête de puits matérialisée.
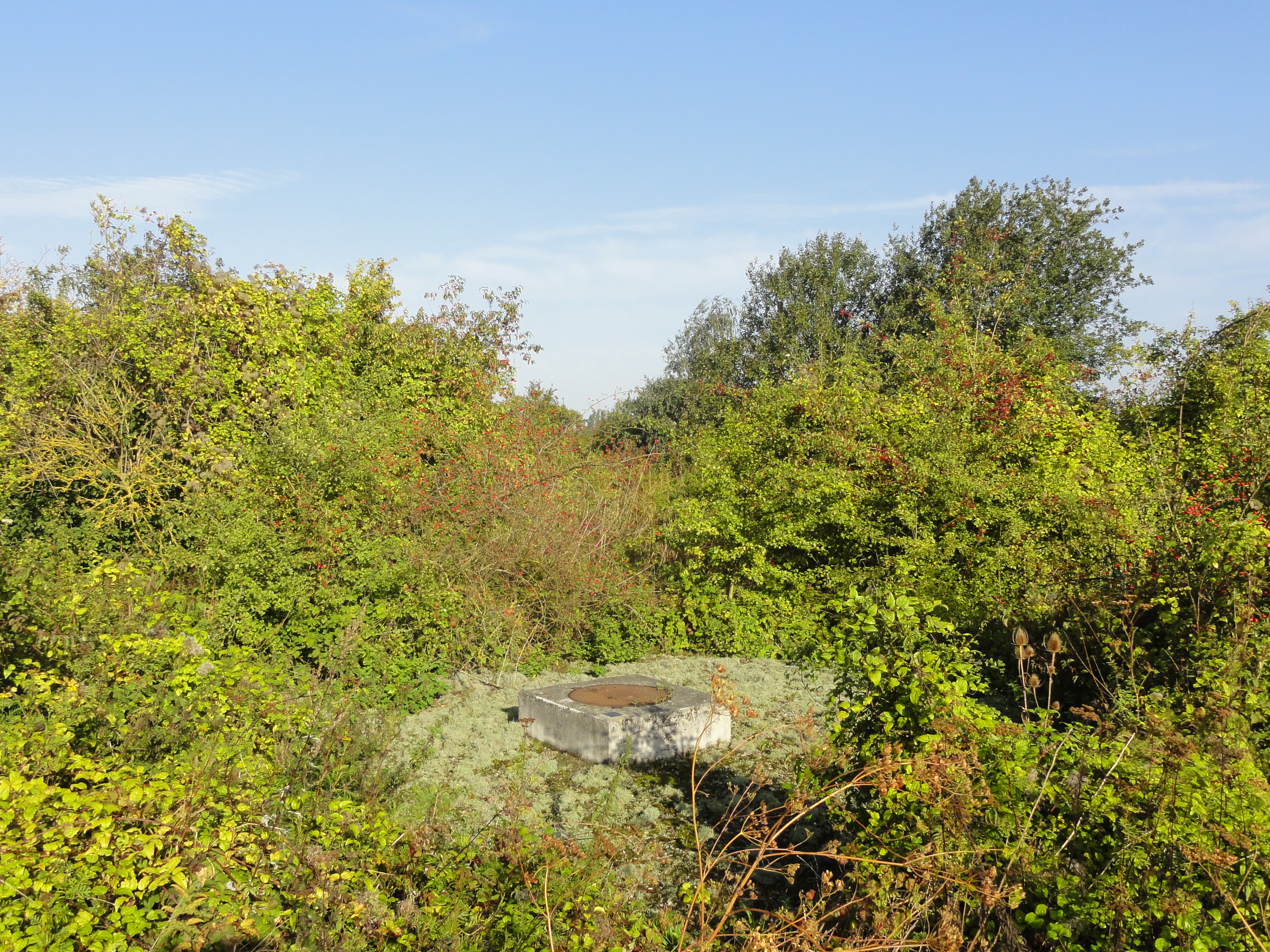
La tête de puits matérialisée.
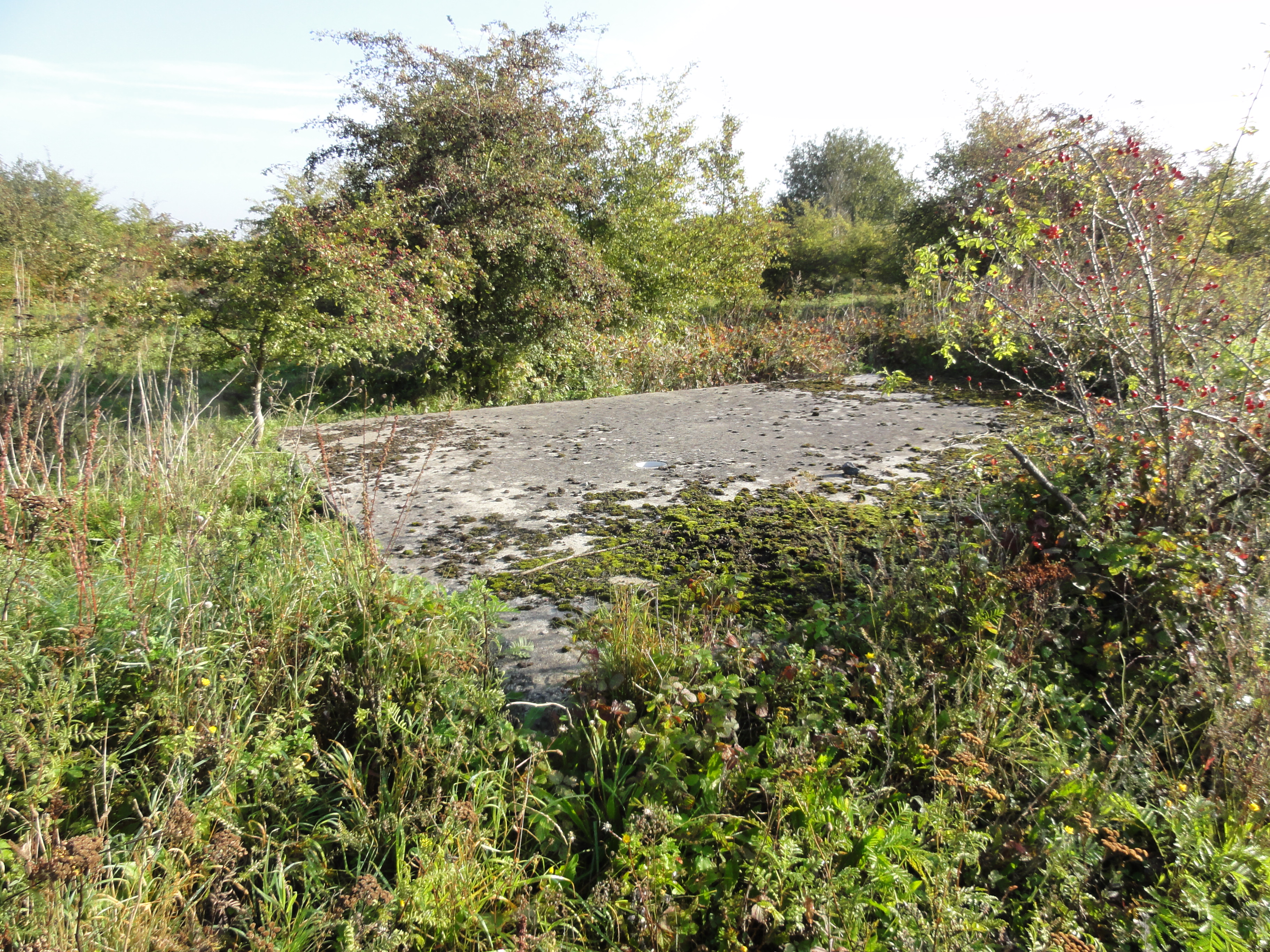
Emplacement d'un ventilateur d'aérage.
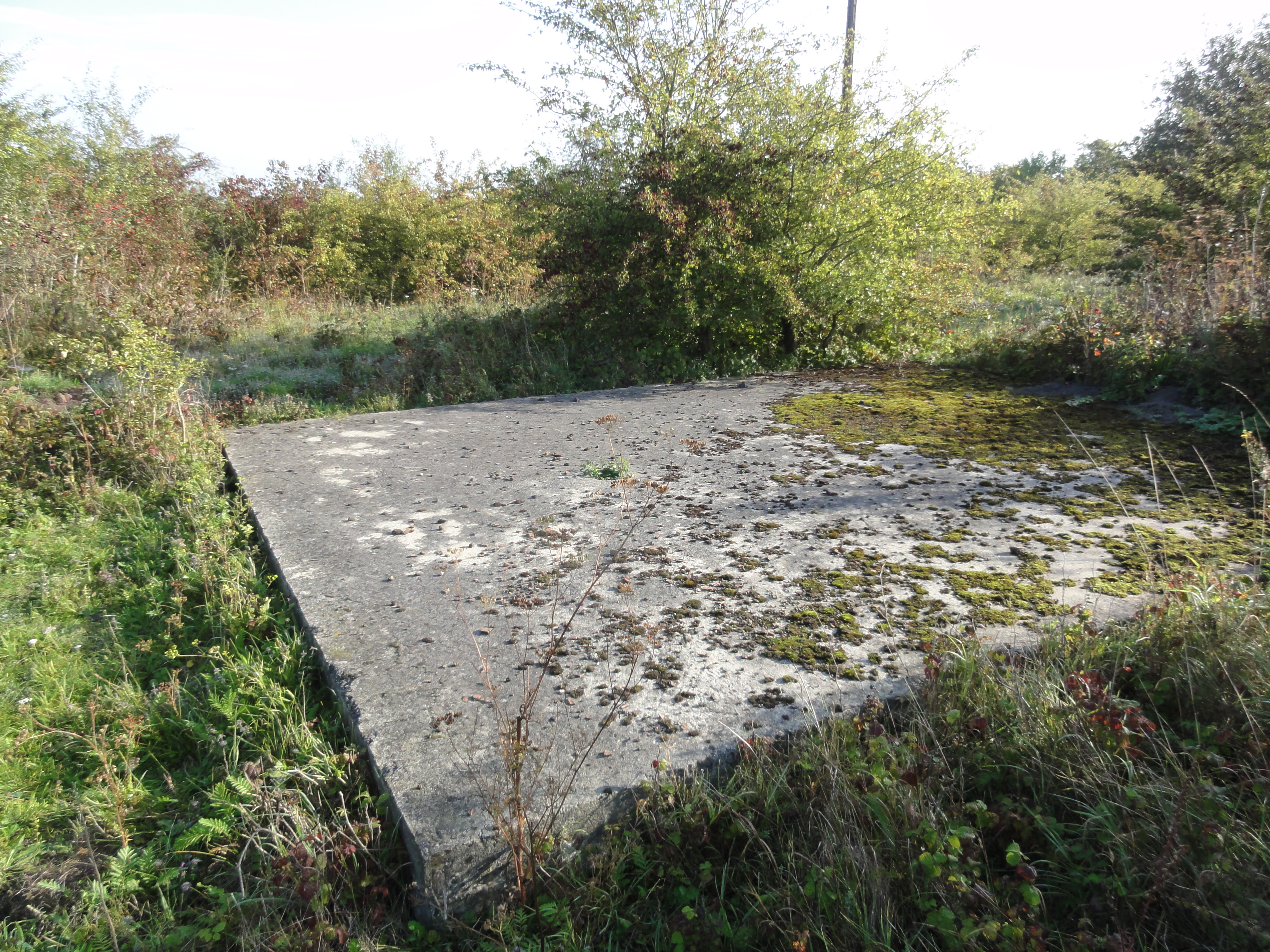
Emplacement de l'autre ventilateur d'aérage.

## La cité

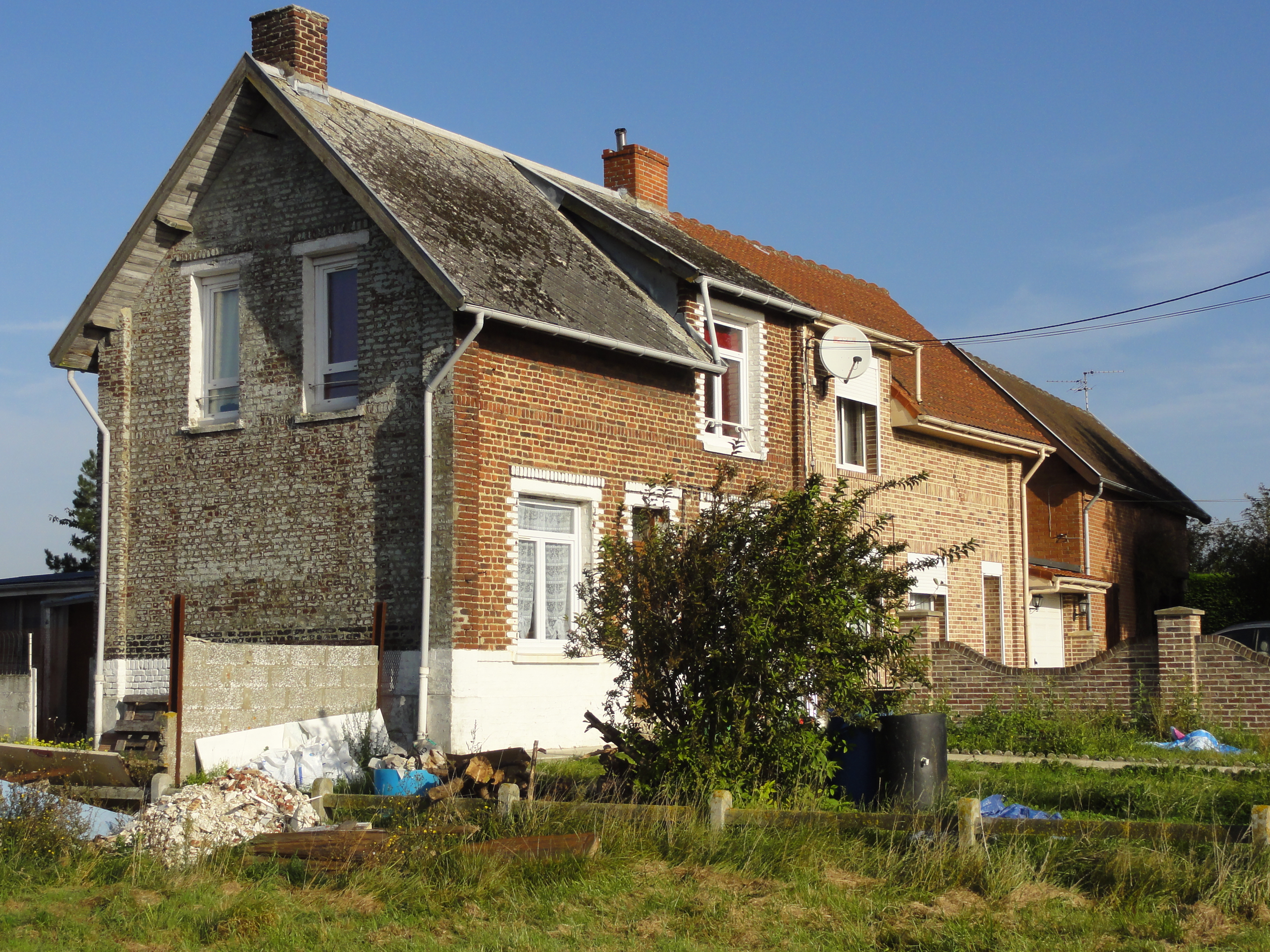
Les habitations.

Deux maisons représentant trois logements ont été construits à l'est de la fosse, près du passage à niveau. La première est celle du garde-barrière. L'autre est un modèle typique de la Compagnie de Béthune, composé de deux logements.